# Versenkung der Rainbow Warrior

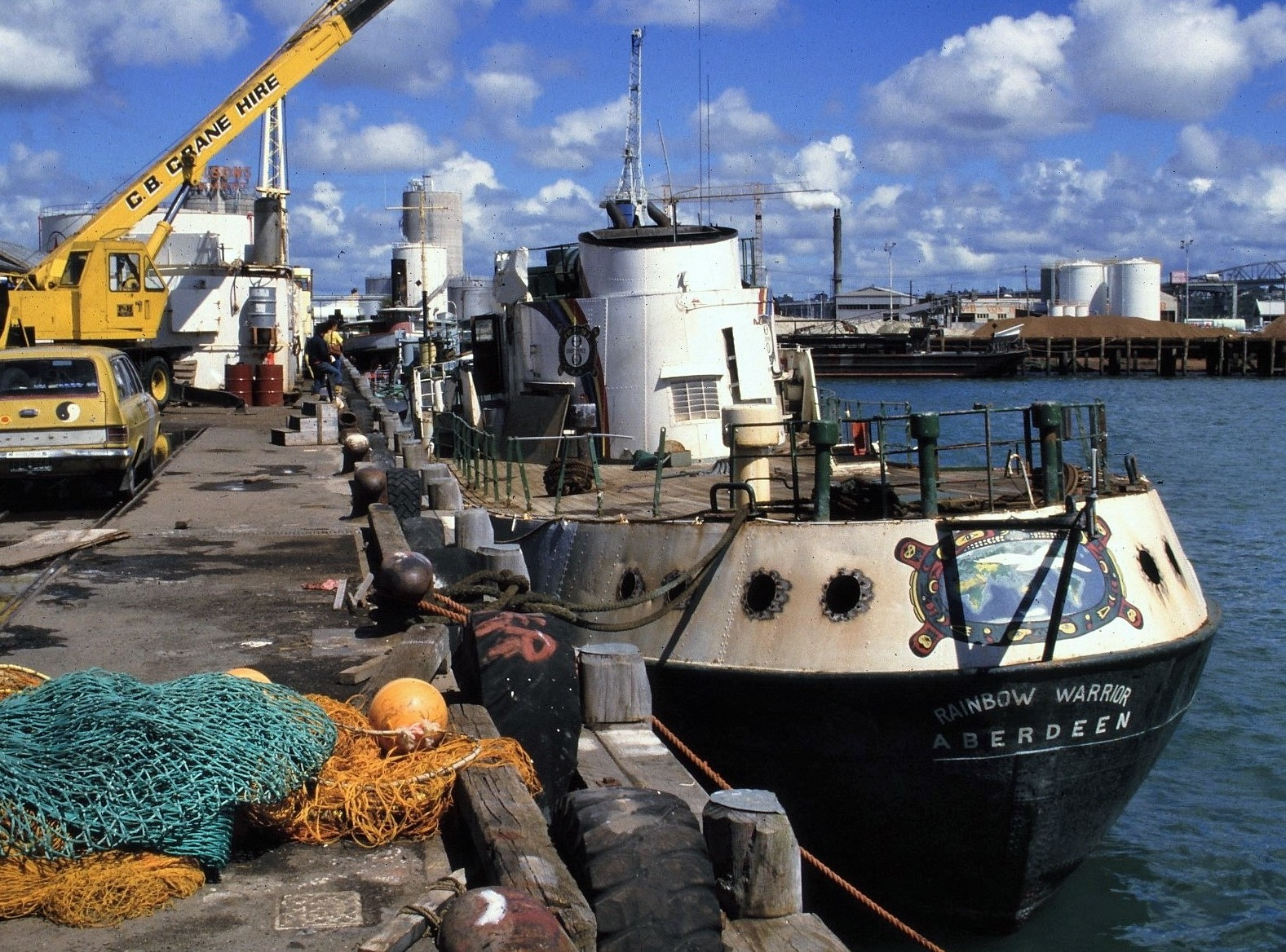
Die Rainbow Warrior in Auckland, 1985

Die Versenkung des Greenpeace-Schiffs Rainbow Warrior am 10. Juli 1985 von Agenten des französischen Service Action im neuseeländischen Auckland forderte den Tod eines Besatzungsmitglieds und entwickelte sich zu einem Skandal.

## Hergang
1985 demonstrierte Greenpeace gegen französische Kernwaffentests auf dem Mururoa-Atoll. Die Rainbow Warrior war aus dem Nordpazifik gekommen und hatte dort bei der Evakuierung der Bewohner des zu den Marshallinseln gehörenden Rongelap-Atolls geholfen. Die Bewohner litten an den gesundheitlichen Auswirkungen der radioaktiven Strahlung infolge der Atomtests der 1950er und 1960er Jahre. Nach den Vorstellungen von Greenpeace sollte das Schiff eine Flottille von Schiffen anführen, die gegen die bevorstehenden Atomtests bei Mururoa protestieren sollten.
Die Rainbow Warrior unter dem Kapitän Peter Willcox lag seit drei Tagen in Auckland vor Anker. Am Abend des 10. Juli 1985 befestigten Taucher des französischen Geheimdienstes zwei Bomben am Rumpf des Schiffes. An Bord fand gleichzeitig ein Treffen von Greenpeace-Aktivisten statt. Die erste Bombe detonierte um 23:38 Uhr, nachdem das Treffen bereits vorbei war. Allerdings befand sich noch die Besatzung auf dem Schiff. Kurz darauf folgte die zweite Explosion, welche die Rainbow Warrior sinken ließ. Von den zwölf Besatzungsmitgliedern ertrank der niederländisch-portugiesische Greenpeace-Fotograf Fernando Pereira.

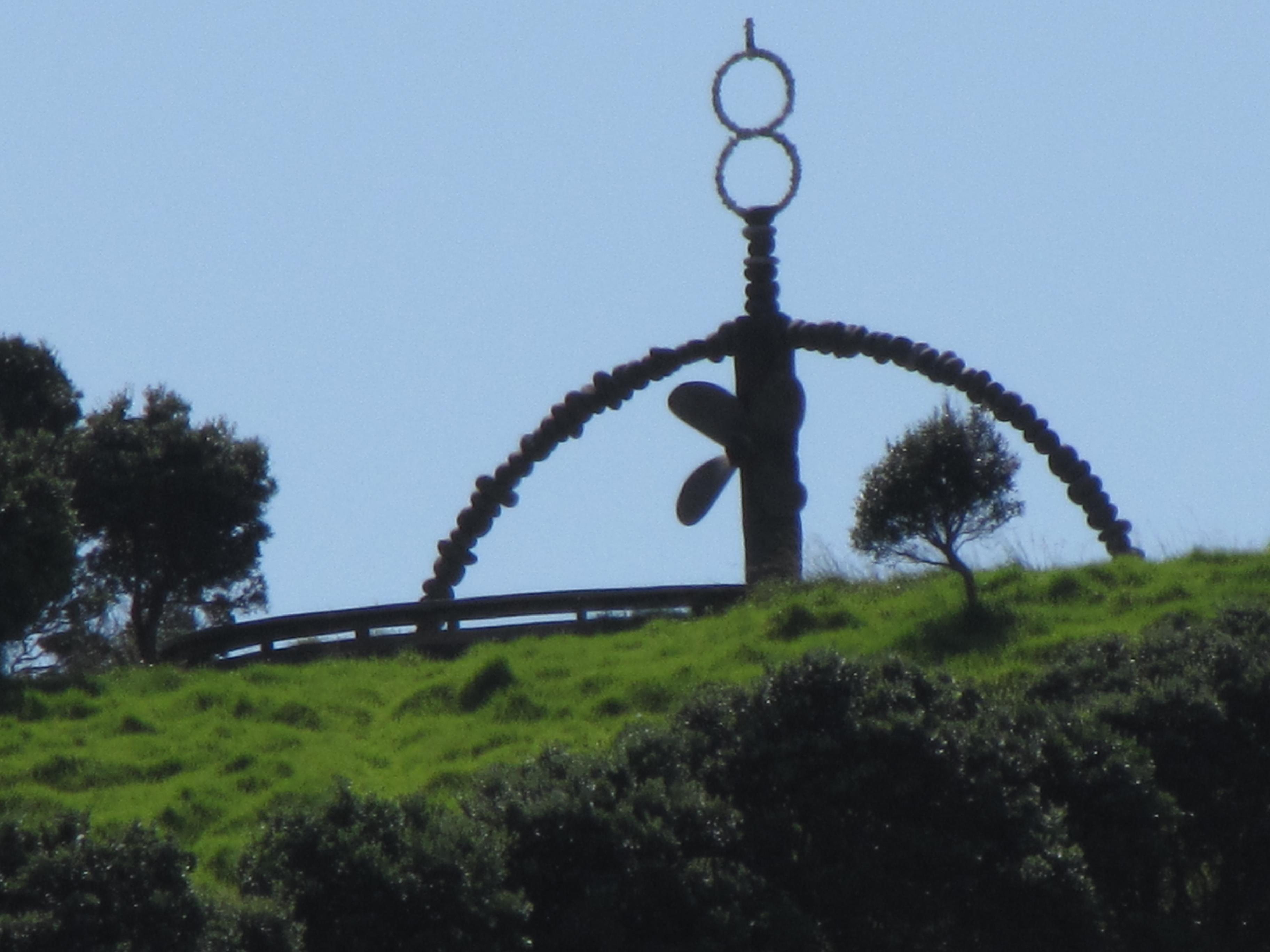
Denkmal an der Matauri-Bucht

Das Wrack der Rainbow Warrior wurde am 21. August 1985 gehoben und zur forensischen Untersuchung in einen Hafen geschleppt. Obwohl der Rumpf wiederhergestellt werden konnte, war der Schaden so groß, dass eine Reparatur unwirtschaftlich gewesen wäre. Daher wurde das Schiff am 2. Dezember 1987 bei den Cavalli-Inseln vor der Matauri Bay versenkt. Heute ist das Wrack ein beliebtes Tauchziel in 30 Metern Tiefe. An der Bucht wurde ein Denkmal für das Schiff errichtet.

## Hintergrund
Die vom französischen Geheimdienst als „Operation Satanique“ bezeichnete Aktion wurde aus den „fonds speciaux“, einer Art offizieller „schwarzer Kasse“, über die nur der Präsident der Republik verfügen kann, finanziert und von der französischen Regierung stets gedeckt.
Zwei der sechs Agenten wurden durch die neuseeländische Polizei über das Autokennzeichen ihres Mietwagens ermittelt und verhaftet. Die zwei Agenten waren mit gefälschten Pässen als Schweizer Ehepaar Turenge eingereist. Es handelte sich dabei um Hauptmann Dominique Prieur und Major Alain Mafart, einen Kampfschwimmer. Ein neuseeländisches Gericht verurteilte die beiden Agenten im November 1985 zu je zehn Jahren Haft wegen Brandstiftung und Totschlags.
Die anderen Täter, darunter der Kampfschwimmer Jean-Luc Kister, entkamen mit Hilfe des Atom-U-Bootes Rubis und wurden von der französischen Regierung gedeckt, die die Versenkung angeordnet hatte.

## Nach der Versenkung
Durch die Enthüllung der Tageszeitung Le Monde vom 17. September 1985 wurde bekannt, dass insgesamt drei französische Mannschaften in Auckland tätig waren und dass eine von ihnen (bestehend aus französischen Soldaten) die Versenkung durchgeführt hatte. Ein bei der Enthüllung maßgeblich beteiligter Journalist war Edwy Plenel.
Um die inhaftierten französischen Agenten freizupressen, erwog die damalige französische Regierung unter Staatspräsident François Mitterrand Mitte 1986 die Errichtung eines EG-weiten Importverbotes für Lammfleisch und Butter aus Neuseeland und drohte damit, die Wirtschaftssanktionen weiter auszudehnen. Neuseeland und Frankreich appellierten an den Generalsekretär der Vereinten Nationen, Javier Pérez de Cuéllar, als Vermittler zu fungieren, um eine weitere Eskalation zu vermeiden. Nach einer Verfügung des Generalsekretärs im Juli 1986 wurden die beiden inhaftierten Täter nach einer Entschädigung der Familie des verstorbenen Fotografen aus der neuseeländischen Haft entlassen und sollten vom 22. Juli 1986 bis zum 22. Juli 1989 ihre Haftstrafe auf einem französischen Stützpunkt im Pazifik, auf dem Hao-Atoll, absitzen. Dies wurde in einem Abkommen zwischen Neuseeland und Frankreich 1986 festgelegt. Agent Alain Mafart wurde aber bereits im Dezember 1987 wegen dringender medizinischer Behandlung nach Paris geflogen. Der Flug und die medizinische Behandlung waren notwendig, jedoch hätten diese nicht länger als zwei bis drei Wochen dauern müssen. Frankreich unterließ die Rückführung des Agenten nach Hao. Im Mai 1988 informierte Frankreich die neuseeländischen Behörden, dass Agentin Dominique Prieur schwanger sei. Sie wurde aufgrund ihres Alters nach Frankreich gebracht, da eine medizinische Behandlung auf Hao nicht zur Verfügung stand. Ein im Abkommen vereinbartes Schiedsgericht wurde nach diesen Vorfällen angerufen: Es stellte 1990 eine Vertragsverletzung Frankreichs fest und empfahl, einen gemeinsamen Fonds einzurichten, um die freundschaftlichen Beziehungen zwischen den Bürgern der beiden Staaten zu fördern. Frankreich leistete eine Vorauszahlung von zwei Millionen US-Dollar.
Die meisten Beteiligten verblieben im Dienst der französischen Regierung. Der französische Verteidigungsminister Charles Hernu (1923–1990) trat am 20. September 1985 von seinem Amt zurück. Premierminister Laurent Fabius ernannte Paul Quilès zu seinem Nachfolger.
In der DGSE wurde Admiral Pierre Lacoste durch General Thierry Imbot abgelöst.
20 Jahre nach der Versenkung der Rainbow Warrior, also Anfang Juli 2005, gab der damalige Geheimdienstchef Pierre Lacoste der Nachrichtenagentur AFP bekannt, dass die Versenkung bis in die französische Staatsspitze bekannt war; auch der französische Präsident François Mitterrand sei eingeweiht gewesen. Lacoste zur Agentur: „Der Präsident hat mir gesagt, wenn das schlecht läuft, fliegen [Verteidigungsminister Charles] Hernu und Lacoste raus.“ Bei diesem Statement äußerte Lacoste tiefstes Bedauern über den Tod Fernando Pereiras. Zudem äußerte er, die gesamte „Operation Satanique“ sei schlecht vorbereitet und überhastet geplant gewesen.
Die Verantwortlichen in der französischen Regierung wurden nie zur Rechenschaft gezogen. 1987 zahlte die französische Regierung unter starkem internationalen Druck 8,16 Millionen US-Dollar Entschädigung an Greenpeace und mehr als sieben Millionen US-Dollar an die neuseeländische Regierung. Die Familie Fernando Pereiras erhielt eine Entschädigung von umgerechnet 300.000 Euro. Eine offizielle Entschuldigung erfolgte lediglich gegenüber der neuseeländischen Regierung, nicht jedoch gegenüber den betroffenen Angehörigen. Der Oberkommandierende der „Operation Satanique“, General Jean-Claude Lesquer, wurde rund zehn Jahre nach der Versenkung zum „Großoffizier der Ehrenlegion“ ernannt, die zweithöchste Auszeichnung Frankreichs.
Anlässlich des französischen Präsidentschaftswahlkampfes 2007 griffen Medien das Thema erneut auf. Zeitungen behaupteten, der Bruder Antoine der Bewerberin der Sozialisten, Ségolène Royal, sei unmittelbar an der Sprengung beteiligt gewesen. Er soll einen der beiden Sprengsätze an dem Schiff angebracht haben. Dies wurde von Ségolène Royal bestritten.

## Mediale Rezeption

### Musik
Musikalisch wurde die Rainbow Warrior I mehrfach zum Thema:
- Die US-amerikanische Rockband White Lion veröffentlichte auf ihrem 1989 erschienenen Album Big Game das Lied Little Fighter (In memory of the Rainbow Warrior), das thematisch von der Rainbow Warrior handelt.
- Die deutsche Band Alphaville erwähnte sie in ihrem Song Fantastic Dream auf dem 1986 erschienenen Album Afternoons in Utopia.
- Die argentinische Metal-Band Rata Blanca widmete dem Schiff im Jahr 1991 das Lied und das Album Guerrero del Arco Iris.
- Die Band Fiddler’s Green widmete 1995 den Geschehnissen um die Rainbow Warrior ein Lied gleichen Namens.
- Die neuseeländische Liedermacherin Anika Moa ist in Deutschland hauptsächlich durch den Titel Anchor Me auf der gleichnamigen Greenpeace-Single bekannt, die anlässlich des 20. Jahrestages der Versenkung erschien.
- Martin Jondo hatte 2002/2003 ein Lied mit dem Titel Rainbow Warrior herausgebracht.

### Filme
- 1989: Rainbow Warrior – Die Verschwörung der Atommächte (The Rainbow Warrior Conspiracy) – Australien; Regie: Chris Thomson; Genre: Drama, Thriller; 93 min.
- 1992: Anschlag auf die Rainbow Warrior (The Rainbow Warrior) – Vereinigte Staaten, Neuseeland; Regie: Michael Tuchner; Genre: Drama, Thriller; 100 min.
- 2009: The Rainbow Warriors of Waiheke Island – Niederlande; Regie: Suzanne Raes; Genre: Dokumentarfilm; 89 min.
- 2017: 1985, le Rainbow Warrior – Frankreich; Regie: Mélanie Dalsace; deutsche Fassung: Die großen Lügen der Geschichte. Anschlag auf den Umweltschutz (deutsche Bearbeitung durch Spiegel TV 2019); Genre: Dokumentarfilm; 44 min.

### Oper
- Beim Sydney Festival 1997 wurde die Oper The Sinking of the Rainbow Warrior von Amanda Stewart und dem Komponisten Colin Bright uraufgeführt.[10]